# Тампере (футбольний клуб)
Тампереен Палло-Вейкот (фін. Tampereen Pallo-Veikot) — фінський футбольний клуб з Тампере, заснований у 1930 році. Виступає у лізі Юккьонен. Домашні матчі приймає на стадіоні «Таммела», місткістю 8 012 глядачів.

## Досягнення
- Вейккаусліга
  - Чемпіон (1): 1994.

## Участь в єврокубках
| Сезон     | Турнір     | Раунд        | Супротивник | Результати |
| --------- | ---------- | ------------ | ----------- | ---------- |
| 1995/1996 | Кубок УЄФА | Перший раунд | Вікінг      | 0–4, 1–3   |